# Italien i olympiska vinterspelen 1924
Italien deltog i olympiska vinterspelen 1924. Italiens trupp bestod av tjugotre idrottare, alla var män. Den äldsta idrottaren i Italiens trupp var Enrico Colli (27 år, 52 dagar) och den yngsta var Leonardo Bonzi (21 år, 42 dagar).

## Resultat

### Backhoppning
- Normal backe
  - Luigi Faure - 17
  - Mario Cavalla - 19

### Bob
- Fyra/fem-manna herrar
  - Lodovico Obexer, Massimo Fink, Paolo Herbert, Giuseppe Steiner och Alois Trenker - 6
  - Luigi Tornielli di Borgolavezzaro, Adolfo Bocchi, Leonardo Bonzi, Alfredo Spasciani och Alberto Visconti - ?

### Längdskidåkning
- 18 km herrar
  - Enrico Colli - 12
  - Antonio Herin - 13
  - Daniele Pellissier - 15
  - Achille Bacher - 21
- 50 km herrar
  - Enrico Colli - 9
  - Giuseppe Ghedina - 10
  - Vincenzo Colli - 11
  - Benigno Ferrera - 13

### Militärpatrull
- Lag herrar
  - Piero Dente, Albino Bich, Goffredo Lagger, Paolo Francia

## Trupp
- Backhoppning
  - Mario Cavalla
  - Luigi Faure

- Bob
  - Adolfo Bocchi
  - Leonardo Bonzi
  - Massimo Fink
  - Paolo Herbert
  - Lodovico Obexer
  - Alfredo Spasciani
  - Giuseppe Steiner
  - Luigi Tornielli di Borgolavezzaro
  - Alois Trenker
  - Alberto Visconti

- Längdskidåkning
  - Achille Bacher
  - Enrico Colli
  - Vincenzo Colli
  - Benigno Ferrera
  - Giuseppe Ghedina
  - Antonio Herin
  - Daniele Pellissier

- Militärpatrull
  - Albino Bich
  - Piero Dente
  - Paolo Francia
  - Goffredo Lagger